# Brittiska Bechuanaland

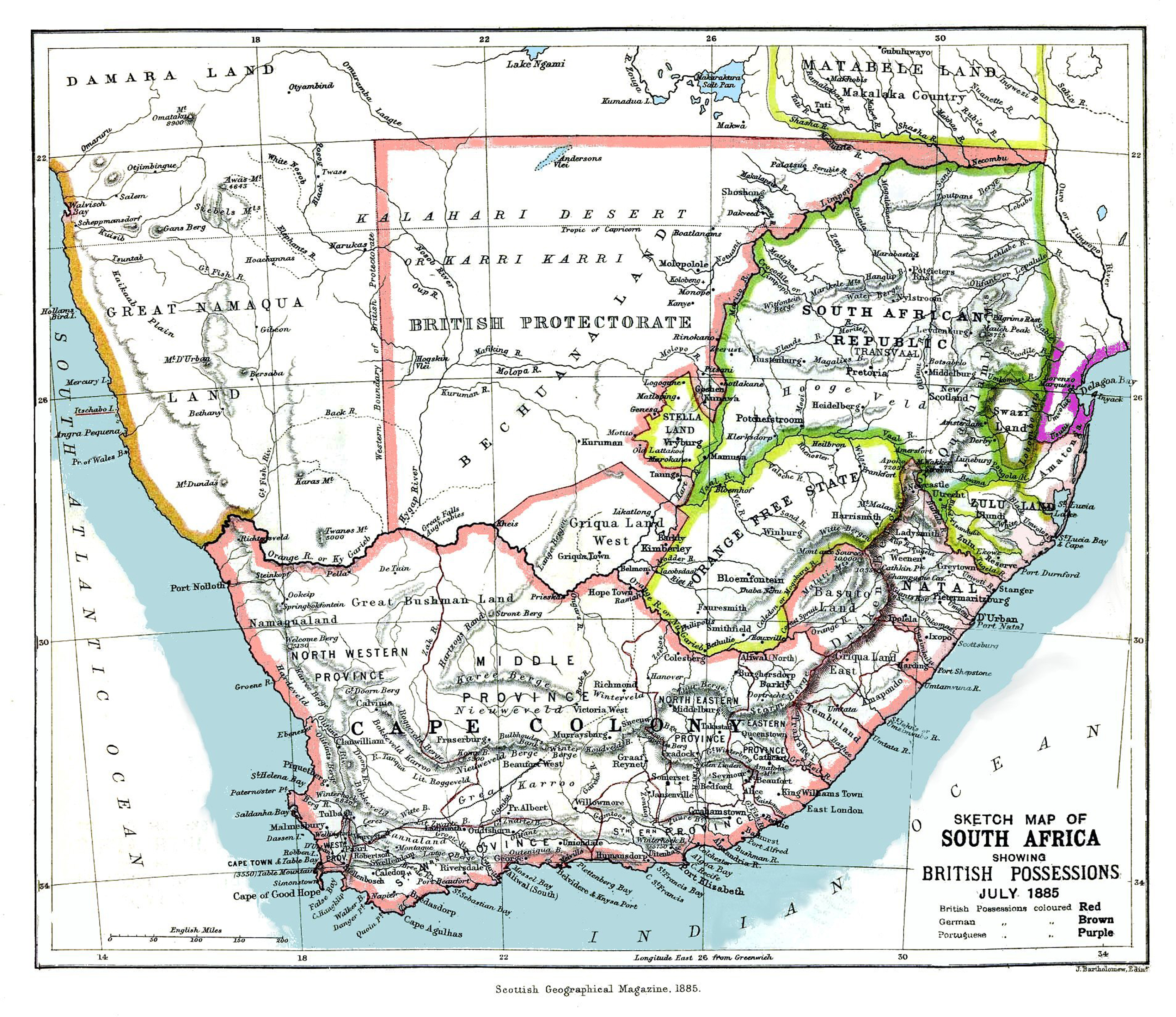
Karta från 1885 med Bechuanalandprotektoratet före skapandet av kronkolonin Brittiska Bechuanaland samt Helgoland-Zanzibar-fördraget.

Brittiska Bechuanaland var en kortlivad brittisk kronkoloni i södra Afrika som skapades den 30 september 1885 och existerade fram till den annekterades av Kapkolonin den 16 november 1895. Brittiska Bechuanaland hade en area på 133 190 km² och en befolkning på 84 210. Området blev senare en del av Sydafrika.

## Historia
Bechuanaland betyder Tswanalandet, och delades administrativt upp i två politiska enheter. Den norra delen administrerades som Bechuanalandprotektoratet och södra delen, söder om floden Molopo, administrerades som kronkolonin Brittiska Bechuanaland.
1882 hotades området av Boerstaterna Stellaland och Goshen. Under många månader från 1883 sattes press på de styrande britterna att göra något i Bechuanaland på grund av oron. Den 29 oktober 1884 utsåg britterna Charles Warren till Special Commissioner of Bechuanaland. 13 november 1884 röstades för att lägga ner en summa på £675,000 på militära operationer i Bechuanaland. Charles Warren utsågs till att rekrytera en irreguljär styrka på 1 500 personer i Sydafrika förutom de reguljära styrkorna.
En styrka på 4 000 soldater, under Charles Warren, gav sig av för att återta Stellaland och Goshen. Den 7 februari 1885 nådde styrkan Vryburg, den viktigaste staden i Stellaland, och fortsatte sedan mot Mafeking, den viktigaste staden i Goshen. Den 8 april 1885 skickade Charles Warren ett meddelande för att meddela de brittiska styrande att han ockuperat Bechuanaland och återställt ordningen. Båda boerrepublikerna hade kollapsat utan att något blod spillts.
Den 30 september 1885 förklarades Stellaland, Goshen och övriga territorier söder om Molopofloden som kronkolonin Brittiska Bechuanaland. 1891 utökades sydafrikanska tullunionen till att även omfatta Brittiska Bechuanaland, och 1895 annekterades kolonin av Kapkolonin och blev senare en del av Sydafrika.

### Fotnoter
1. ↑  http://www.worldstatesmen.org/South_Africa.html#Bechuanaland
2. ↑  Bechuanaland Encyclopaedia Britannica 1911
3. 1 2  ”Hansard 13 november 1884”. Arkiverad från originalet den 13 mars 2017. https://web.archive.org/web/20170313055210/http://hansard.millbanksystems.com/commons/1884/nov/13/army-supplementary-estimates-1884-5#S3V0293P0_18841113_HOC_202. Läst 15 mars 2012.